# Oligonychus psidium
Oligonychus psidium är en spindeldjursart som beskrevs av Estebanes och Baker 1968. Oligonychus psidium ingår i släktet Oligonychus och familjen Tetranychidae. Inga underarter finns listade i Catalogue of Life.